# Пехчево
Пѐхчево (на македонска литературна норма: Пехчево) е град в източната част на Северна Македония, център на едноименната община Пехчево.

## География
Градът е разположен на река Писа, в областта Малешево, близо до границата с България.

## История
В околностите на Пехчево има следи от селища от Античността и Средновековието. В местността Градище или Манастирище на десния бряг на Брегалница има останки от римско селище. В подножието на Буковик в местността Рудище или Раковец на три километра източно от Пехчево също има останки от голямо антично и средновековно рударско селище. В Буковик има останки от още едно селище от късната античност, а в местността Во реката – останки от рудник от същия период. В местността Селище на север от Пехчево има късноантично село, а в местността Спиково на 6 – 7 km източно от града – останки от старохристиянска църква.
В края на XIX век Пехчево е център на малка каза в Османската империя. Паланката е предимно помашка. В „Етнография на вилаетите Адрианопол, Монастир и Салоника“, издадена в Константинопол в 1878 година и отразяваща статистиката на населението от 1873 година, Пейчово (Peytchovo) е посочено като село с 360 домакинства, като жителите му са 360 българи и 455 мюсюлмани. Според статистиката на Васил Кънчов („Македония. Етнография и статистика“) в 1900 година в Пехчево живеят 700 души жители българи християни, 3300 българи мохамедани и 70 цигани.
Почти цялото християнско население на Пехчево е под върховенството на Българската екзархия. Пехчевската българска община е създадена 1894 година. Неин председател е свещеник Анастас. Водят се редовни заседания, а през 1896 година се ръководи от архиерейския наместник свещеник Евтим Чешмеджиев. Според патриаршеския митрополит Фирмилиан в 1902 година в Пешчево има 8 сръбски патриаршистки къщи. По данни на секретаря на екзархията Димитър Мишев („La Macédoine et sa Population Chrétienne“) в 1905 година в паланката има 848 българи екзархисти и 76 патриаршисти сърбомани. В градчето има основно и прогимназиално българско училище и основно сръбско.
Според Димитър Гаджанов към 1912 година Пехчево има 4000 души население, но по-голямата част от помаците се изселват по време на Балканската война в 1912 година и в 1916 година в паланката живеят 1300 помаци и 700 българи.
По време на Балканските войни в околностите на Пехчево са погребани 433 български военнослужещи.
По време на българското управление в годините на Втората световна война кмет на Пехчево е Никола Д. Умленски от Горна Джумая от 8 август 1941 година до 22 юли 1943 година. След това кмет е Стоян Ив. Кантуров от Пехчево (7 декември 1943 - 9 септември 1944).
Според преброяването от 2002 година градът има 3237 жители.
| Националност     | Всичко |
| северномакедонци | 3067   |
| албанци          | 0      |
| турци            | 31     |
| роми             | 123    |
| власи            | 2      |
| сърби            | 6      |
| бошняци          | 0      |
| други            | 8      |

## Личности
От Пехчево са Георги Кьосев, Стоян Кантуров и Стоян Вардарски – видни дейци и войводи на ВМОРО и ВМРО. Атанас Раздолов е деец на левицата на ВМОРО и ранен македонист. Владимир Бъчваров е виден български лекар, а Йован Андонов е политик от Северна Македония, вицепремиер.

## Други
На Пехчево е наречена улица в квартал „Фондови жилища“ в София (Карта).